# Bigi Broki Waka
Bigi Broki Waka (Sranantongo voor Grotebrugloop)  is sinds 2004 een wandel- en trimloop en internationale hardloopwedstrijd over de Jules Wijdenboschbrug in Paramaribo, Suriname.
Het evenement vindt in de regel op de eerste zondag van het jaar plaats. Sinds april 2018 organiseert de stichting erachter jaarlijks in april ook de Brownsberg Run 2 the Top.
Aan de eerste editie van de Bigi Broki Waka in 2004 namen 800 hardlopers deel en aan de achtste editie in 2011 inmiddels 5500. Dit is sindsdien ongeveer het maximale aantal en is door de politie en brandweer vastgesteld. Een bijkomend doel van het evenement is om mensen te stimuleren om te bewegen voor hun gezondheid. In 2025 was het aantal deelnemers 3.600.

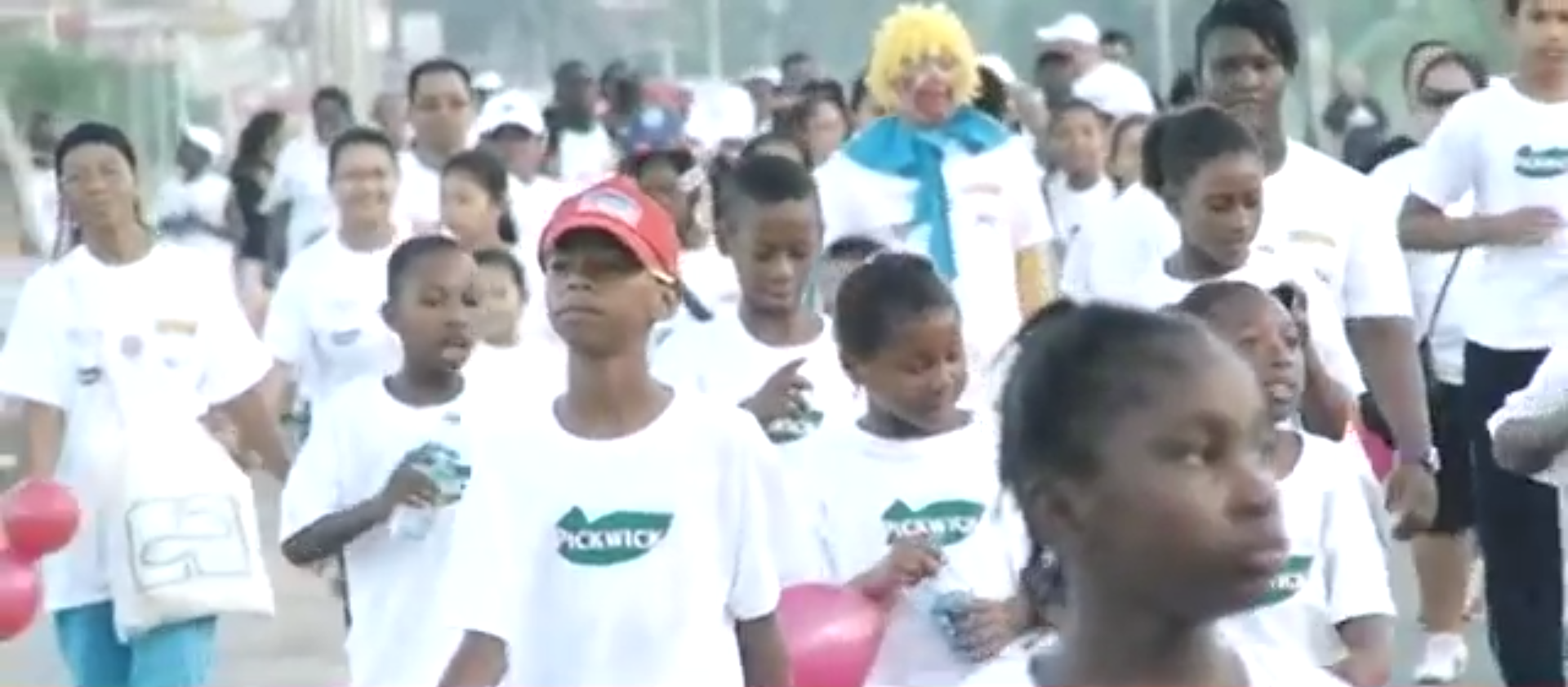
Run4kids in 2016

De start en finish van het parcours van 10 km bevinden zich aan de rotonde aan de Van 't Hogerhuysstraat. Daarnaast is er een parcours van 5 km vanaf de apotheek in Commewijne. Iets dichter bij de brug, dicht bij de voormalige veerdienst in Meerzorg, is de start van de Run4kids voor de leeftijd tot 12 jaar. Beide laatste trajecten eindigen aan de andere kant van de brug in Paramaribo.
Het evenement werd op 3 januari 2021, tijdens de coronacrisis in Suriname, aanvankelijk met een week verplaatst en uiteindelijk afgelast. De organisatie kreeg toen geen toestemming van het ministerie van Volksgezondheid omwille van het tegengaan van de verspreiding van het coronavirus. Begin 2022 werd het evenement opnieuw vanwege corona afgelast.